# Josefina Licitra
Josefina Licitra (La Plata, 17 de junio de 1975) es una periodista y escritora argentina, considerada referente de la crónica periodística en Argentina. Ha escrito en los diarios Clarín, La Nación, Perfil y Crítica, y en diversas revistas argentinas —Rolling Stone, Veintitrés, Noticias, Newsweek, Brando y La Mujer de Mi Vida, entre otras— y extranjeras, como las españolas Orsai, Marie Claire e Interviú, las colombianas Gatopardo y El Malpensante, la peruana Etiqueta Negra y la francesa Feuilleton. Ha publicado libros de ficción y no ficción y fue galardonada con el Premio Gabriel García Márquez de Periodismo que otorga la Fundación Nuevo Periodismo Iberoamericano.

## Biografía

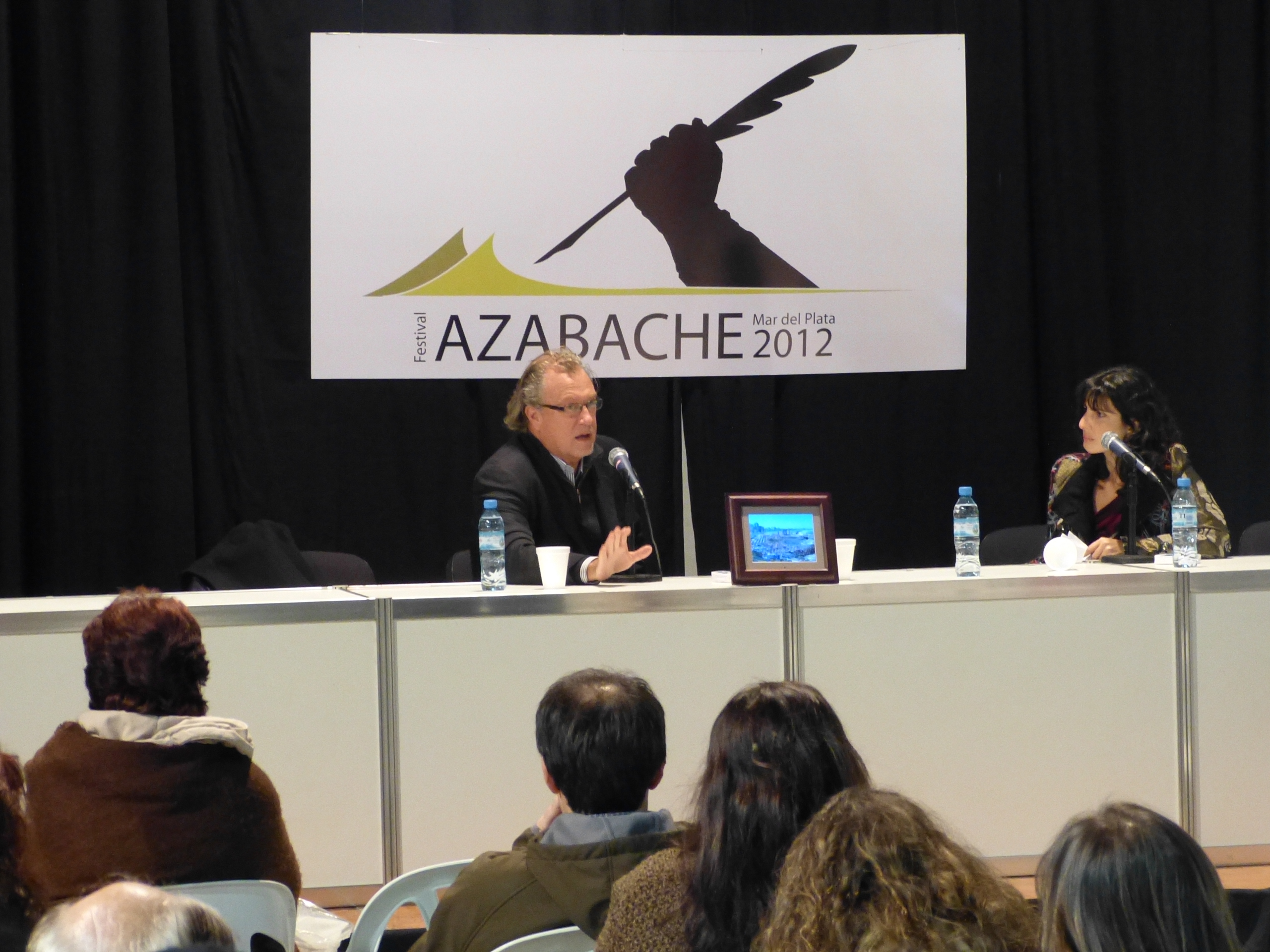
Jon Lee Anderson y Josefina Licitra en el evento Azabache 2012 en Mar del Plata, Buenos Aires, Argentina..

Además de sus actividades como escritora, trabajó como docente para la Univesitat Pompeu Fabra en Argentina para un posgrado de periodismo cultural.
Participó en su carrera de diversos paneles de discusión como en el año 2011 del primer Encuentro de Narrativas de Realidad junto con Jorge Carrión, Cristian Alarcón y Gabriela Wiener, entre otros y en 2012 del Festival Azabache, sobre literatura negra, en la ciudad bonaerense de Mar del Plata.
En el año 2018 publicó "38 Estrellas", que reconstruye la historia de 38 mujeres fugadas de la cárcel de mujeres de Cabildo en Montevideo, Uruguay el 30 de julio de 1971 en la llamada Operación Estrella. 
En 2025 publicó "Crac", una historia personal de no ficción acerca de la relación con su padre.

## Obras
- Crac. (Seix Barral, 2025)[7]
- 38 Estrellas : La mayor fuga de una cárcel de mujeres de la historia (Editorial Planeta. 2018)
- El agua mala. Crónicas de Epecuén y las casas hundidas (Aguilar, 2014)[8]
- Los otros. Una historia del conurbano bonaerense (Debate, 2011)[9][10]
- Los imprudentes. Historias de la adolescencia gay lésbica en Argentina (Tusquets, 2007)[10]

## Premios
- Premio Gabriel García Márquez de Periodismo (III edición, 2004), por su crónica "Pollita en fuga", publicada en Rolling Stone en julio de 2003.[3][10]
- Premio Konex (2024), por su trayectoria en Crónica - Diploma al mérito.[11]